# Аленцев, Виктор Терентьевич
Виктор Терентьевич Аленцев (1904 — 1978) — советский деятель спецслужб, генерал-майор. Начальник УНКВД по Курской области (1943—1944).

## Биография
Родился 15 апреля 1904 года в Санкт-Петербурге.
С 1920 года вместе со своей семьёй В. Т. Аленцев переехал в деревню Костомарово Московской губернии где занимался сельским хозяйством. С 1925 по 1929 год работал в Верховлянском волостном исполнительном комитете в качестве делопроизводителя и заведующим финансово-налоговой частью. С 1929 года на партийной работе — секретарь Воскресенского районного исполнительного комитета Московской области.
С 1929 года направлен на службу в органы ОГПУ при СНК СССР и направлен в Полномочное представительство ОГПУ по Московской области (с 1934 года — УГБ по Московской области) в качестве практиканта, сотрудника, уполномоченного, с 1933 по 1936 год — оперуполномоченный, с 1936 по 1937 год — начальник 5-го отделения 4-го (секретно-политического) отдела этого управления. С 1937 по 1939 год — руководитель первого отделения (делопроизводство по официальным документам, шифротелеграммам) Секретариата НКВД СССР.
С 1939 по 1943 год — заместитель начальника и с 1943 по 1944 год — начальник УНКВД по Курской области. С 1941 по 1943 год в период Великой Отечественной войны так же являлся руководителем оперативной группы по борьбе с парашютными десантами и диверсантами противника в прифронтовой полосе, с 25 августа 1941 года — руководитель четвёртого отдела (террор и диверсии в тылу противника) под общим руководством Особой группы при наркоме НКВД СССР под руководством П. А. Судоплатова. В. Т. Аленцев занимался созданием агентурно-разведывательной сети, формированием и руководством подпольных разведывательно-диверсионных групп и партизанских отрядов для действий в тылу врага, в Курской области такие подразделения были созданы более чем в тридцати районах находившихся под оккупацией или под её угрозой.
С 1944 по 1945 год — начальник УНКГБ по Молодечненской области. С 1945 по 1950 год служил в контрразведке в центральном аппарате ВГУ НКГБ — МГБ СССР: с 1945 по 1946 год — заместитель начальника 3-го отдела (борьба с антисоветскими элементами среди интеллигенции), с 1946 по 1948 год — заместитель начальника и с 1948 по 1950 год — начальник отдела «2-Г» (контрразведывательные операции против стран Ближнего, Среднего и Дальнего Востока).
С 1950 по 1954 год — заместитель начальника УКГБ при СМ СССР по Ленинградской области. С 1954 по 1959 год — заместитель начальника УКГБ при СМ СССР по Московской области.
С 1959 года в отставке.
Скончался 8 ноября 1978 года в Москве.

## Награды
- два ордена Красного Знамени (21.04.1945, 01.06.1951)
- два ордена Красной Звезды (21.04.1945, 30.04.1946)
- Орден «Знак Почёта» (20.09.1943)
- Медаль «За отвагу» (26.04.1940)
- Медаль «За боевые заслуги» (03.11.1944)
- Медаль «За победу над Германией в Великой Отечественной войне 1941—1945 гг.»
- Почётный работник ВЧК-ОГПУ (XV) (Приказ ОГПУ СССР № 207 от 20.12.1933)[3].

## Книги
- Кто руководил органами госбезопасности. 1941—1945: справочник / Н. В. Петров ; Междунар. о-во "Мемориал" [и др.]. - Москва : Междунар. о-во "Мемориал" : Звенья, 2010. — 1006 с. — ISBN 5-7870-0109-9
- А. И. Колпакиди Разведка Судоплатова. Зафронтовая диверсионная работа НКВД—НКГБ в 1941—1945 гг. / «ТД Алгоритм», 2015. — 740 с. — ISBN 978-5-906798-15-2